# Просянська волость
Просянська волость — історична адміністративно-територіальна одиниця Старобільського повіту Харківської губернії із центром у слободі Просяне.
Станом на 1885 рік складалася з 3 поселень, 3 сільських громад. Населення — 2458 осіб (1279 чоловічої статі та 1179 — жіночої), 337 дворових господарств.
|                     | Площа, десятин | У тому числі орної, дес. |
| ------------------- | -------------- | ------------------------ |
| Сільських громад    | 7851           | 7380                     |
| Приватної власності | —              | —                        |
| Іншої власності     | 50             | 50                       |
| Загалом             | 7901           | 7430                     |

Основні поселення волості станом на 1885:
- Просяне — колишня державна слобода за 75 верст від повітового міста, 1300 осіб, 175 дворових господарств, православна церква.
- Розсохувате — колишній державний хутір, 841 особа, 121 дворове господарство.